# Leon Bakst

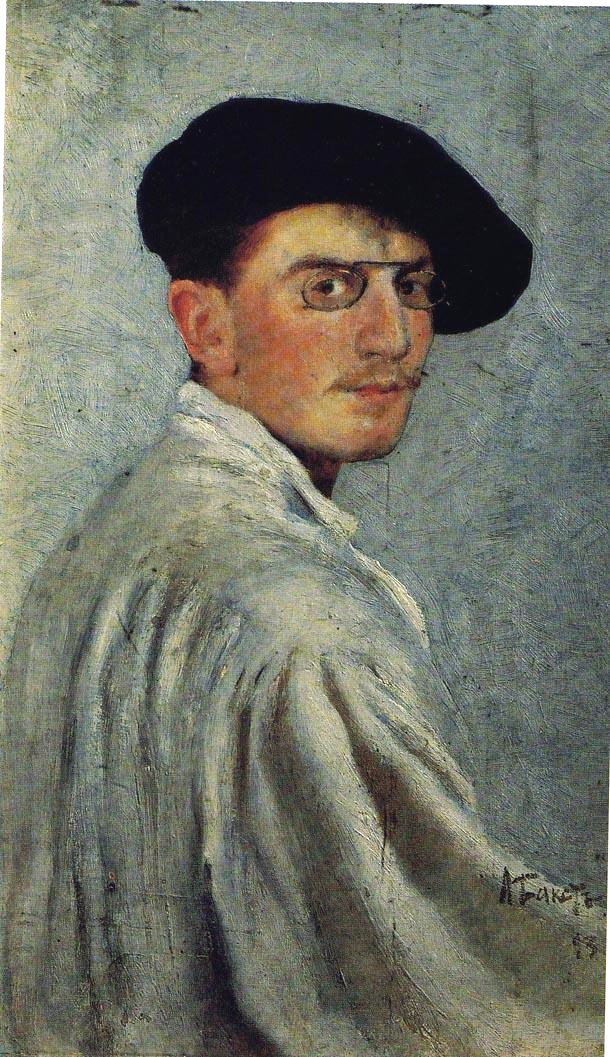
Autorretrato

Leon Samoilovitch Bakst (em russo: Лео́н Никола́евич Бакст; nome real: Lev Khaim Izrailevitch (Лейб-Хаим Израилевич) ou Lev Samoilovitch Rosenberg (Лев Самойлович Розенберг)) (28 de abril (jul.) de 1866 - 27 de dezembro de 1924) foi um pintor, cenógrafo e ilustrador russo e um dos vultos mais importantes do grupo de artistas Mir Iskusstva e dos projetos teatrais de Sergei Diagilev. 

## Biografia

### Primeiros anos
Leon Bakst nasceu em Grodno (atualmente Bielorrússia) no seio duma família judaica de classe meia. Após se graduar no licéu, estudou na Academia de Artes de Petrogrado, trabalhando ao mesmo tempo como ilustrador de livros e relacionando-se com artistas como Albert Edelfelt ou Jean-Léon Gérôme. No momento da sua primeira exposição, em 1889, tomou o apelido "Bakst" - apelido de solteira da sua mãe - devido à identificação do nome "Rosenberg" com o universo judeu e às dificuldades que isso representava para os negócios. Com esse novo nome continuou a expor com um grupo de aguarelistas, mas finalmente transladou-se a Paris em 1893, onde morou entre esse ano e 1897 e onde estudou na Académie Julian. Também em Paris contactou com o círculo de escritores e artistas nucleado por Sergei Diagilev, Valentin Serov e Aleksandr Benois, que mais tarde se iria converter no Mir Iskusstva. Bakst teve um papel importante no início desse mesmo grupo e na edição da influente revista homónima, especialmente através do seu trabalho no apartado gráfico da revista: os seus desenhos trouxeram-lhe fama. 

### Fama
Bakst continuou também o seu trabalho como pintor de cavalete, produzindo retratos de Filip Maliavin (1899), Vasili Rozanov (1901), Andrei Beli (1905) ou Zinaida Gippius (1906) e trabalhou até como professor de arte dos filhos do Grão-Duque Vladimir Aleksandrovitch da Rússia, recebendo inclusive encargos do tsar Nikolai II. Em 1898, as suas obras eram exibidas na Primeira exposição de artistas russos e fineses organizada por Diagilev, nas exposições de Mir Iskusstva, na da Secessão de Munique, na da União de Artistas Russos, etc. 
Contudo, a principal atividade de Bakst estava arredor do teatro. Em 1907 começou a trabalhar com o jovem coreógrafo Mikhail Fokin em ballets como La danse au flambeau ou Les Sylphides ou no vestuário para Anna Pavlova em La mort du cygne ou para Ida Rubinstein em Salomé. Em 1908, expôs na Galeria Nacional da França e é encarregado da decoração da exposição russa no Salon d'Automne. O seu trabalho principal, porém, continuava a centrar-se nas produções dos Ballets russes de Diagilev, desenhando as cenografias para Cleopatra (1909), Scheherezade (1910), Carnaval (1910), Narcisse (1911), Le spectre de la rose (1911) e Daphnis et Chloé (1912). É em 1912 que é nomeado diretor artístico, cargo desde o que apoia a ousada coreografia de Vaslav Nijinski e a música de Igor Stravinski. Ademais, a sua posição permitiu-lhe continuar a pintar retratos de alguns dos principais vultos das artes da época em Paris, como Ivan Bunin, Vaslav Nijinski, Anna Pavlova, Blaise Cendrars, Claude Debussy, Leonid Miasin, Ida Rubinstein, Mikhail Fokin ou Aleksandr Benois, ao tempo que ele mesmo era objeto de retratos de importantes artistas como Boris Kustodiev, Jean Cocteau, Amedeo Modigliani ou Pablo Picasso. 
Durante todo esse tempo, e embora as constantes viagens a Paris, Bakst morou no leste europeu porque, como judeu, não tinha direito a morar permanentemente fora da Zona de Assentamento. No entanto, ensinou na escola Zvantseva de Petrogrado, entre cujos alunos esteve Marc Chagall (1908-1910) e foi eleito, em 1914, membro da Academia Imperial das Artes da Rússia. 
Em 1922, Bakst rompeu a sua relação com Diagilev e com os "Ballets Russes". Até a altura, as suas qualidades excepcionais como colorista e grafista contribuiram ao triunfo dos Ballets Russes, influenciando a moda da época através dos notáveis desenhadores com que colabora, como Charles Frederick Worth, Paul Poiret e Jeanne Paquin, e também influenciando o próprio conceito de teatro através do seu amigo Vsevolod Meierhold. Morreu em 1924 em Rueil-Malmaison devido a um edema de pulmão.

## Principais obras

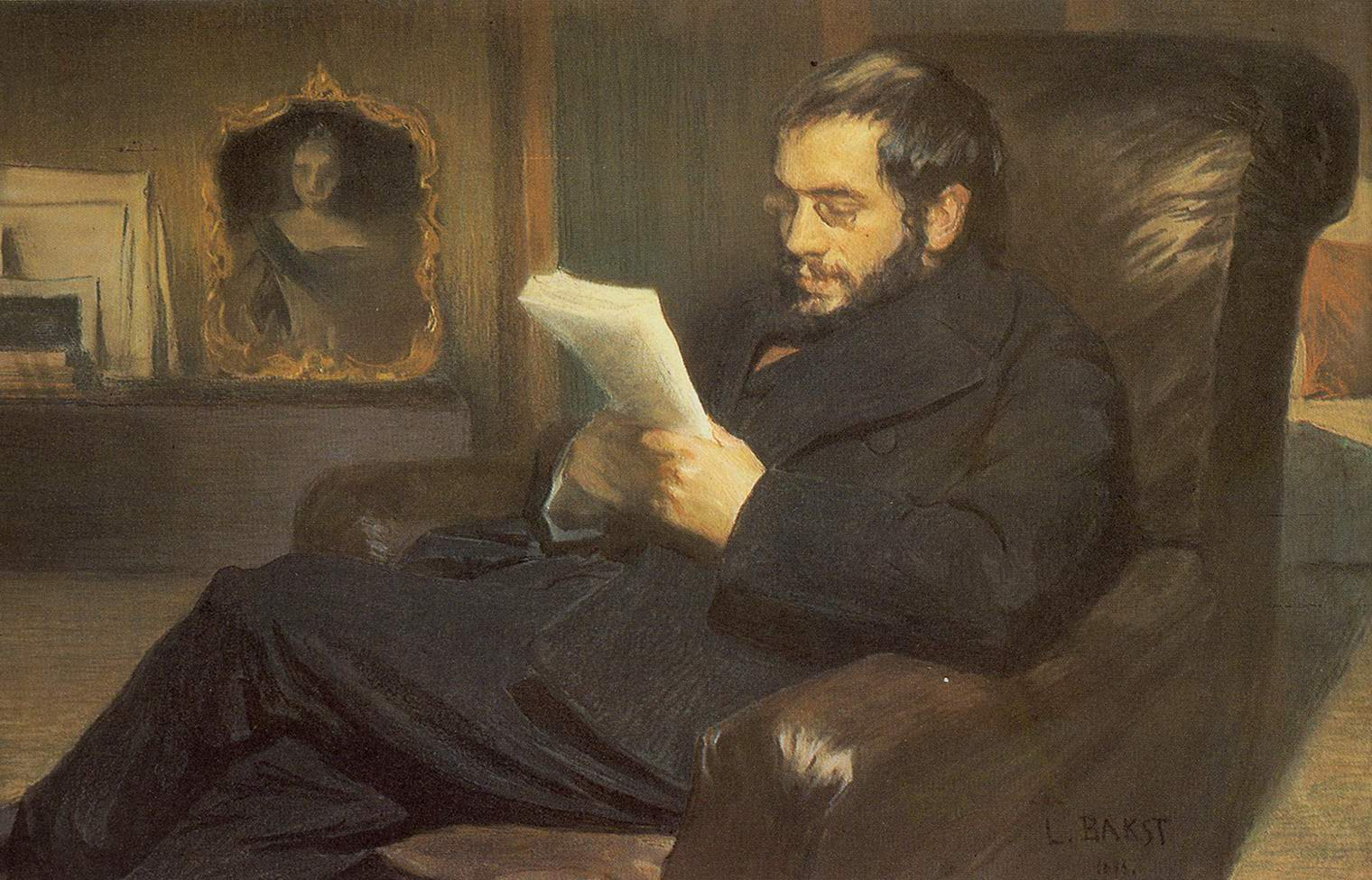
Retrato de Aleksandr Benois por Leon Bakst, 1898

- Le Festin de Mikhail Fokin (1909) - desenha vestuário.
- Cleópatra de Mikhail Fokin (1909) - desenha vestuário e decorados
- Carnaval de Mikhail Fokin com música de Robert Schumann (1910) - desenha vestuário e decorados
- L'Oiseau de feu de Mikhail Fokin com música de Igor Stravinski (1910) - desenha vestuário
- Scheherezade de Mikhail Fokin com música de Nikolai Rimski-Korsakov (1910) - desenha vestuário e decorados
- Narcisse de Mikhail Fokin com música de Nikolai Tcherepnin (1911) - desenha vestuário e decorados
- Le spectre de la rose de Mikhail Fokin com música de Carl Maria von Weber (1911) - desenha vestuário e decorados
- L'Après-midi d'un faune de Vaslav Nijinski com música de Claude Debussy (1912) - desenha vestuário e decorados
- Daphnis et Chloé de Mikhail Fokin com música de Maurice Ravel (1912) - desenha vestuário e decorados
- Le Dieu bleu de Mikhail Fokin com música de Reynaldo Hahn (1912) - desenha vestuário e decorados
- Thamar de Mikhail Fokin com música de Mili Balakirev (1912) - desenha vestuário e decorados
- Jeux de Vaslav Nijinski com música de Claude Debussy (1913) - desenha vestuário e decorados
- La légende de Joseph de Mikhail Fokin com música de Richard Strauss (1914) - desenha vestuário
- Papillons de Mikhail Fokin com música de Robert Schumann (1914) - desenha vestuário (decorados de Mstislav Dobujinski)

## Galeria

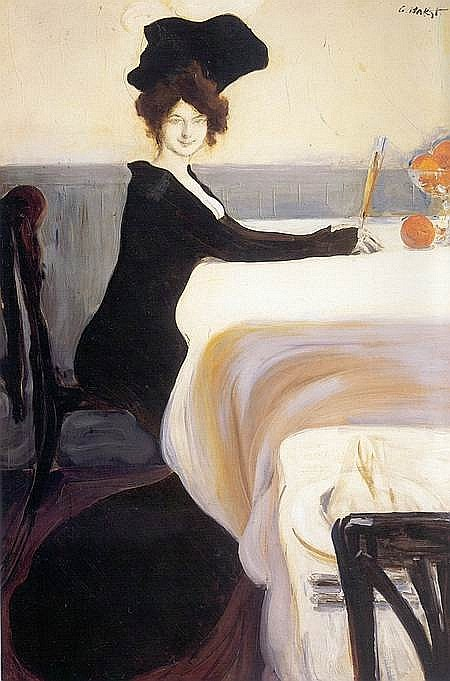
Le Souper (1902)
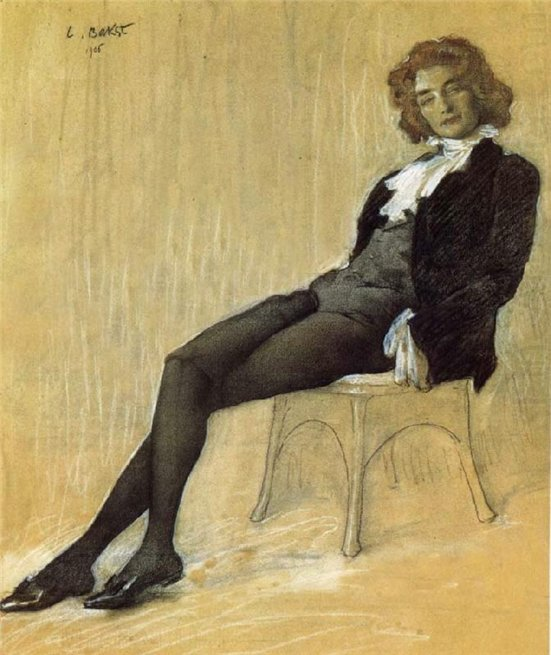
Zinaida Gippius (1906)
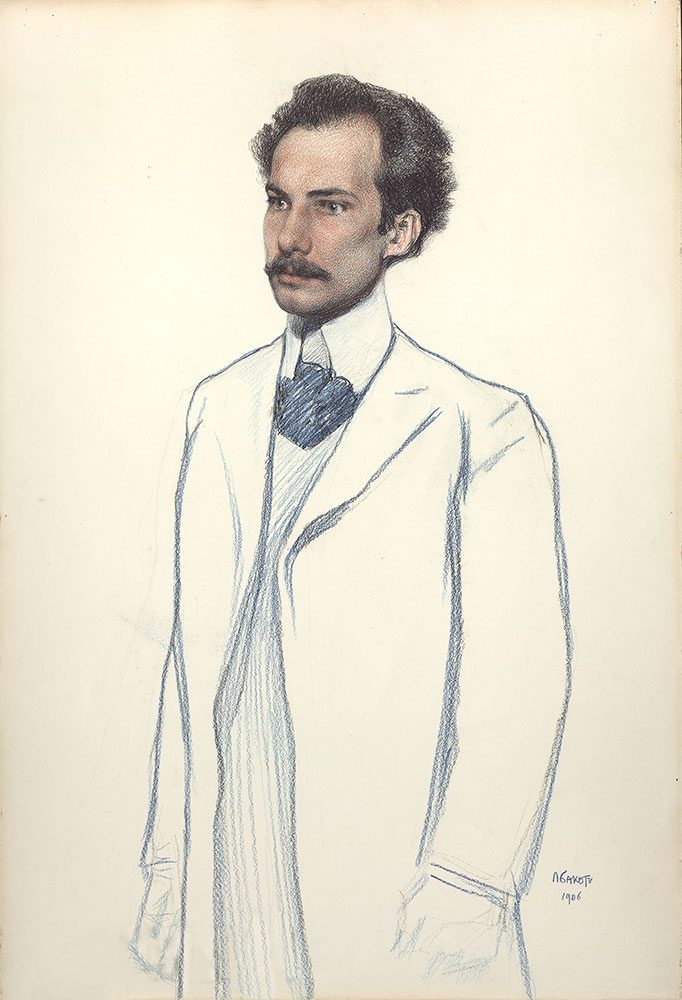
Andrei Beli
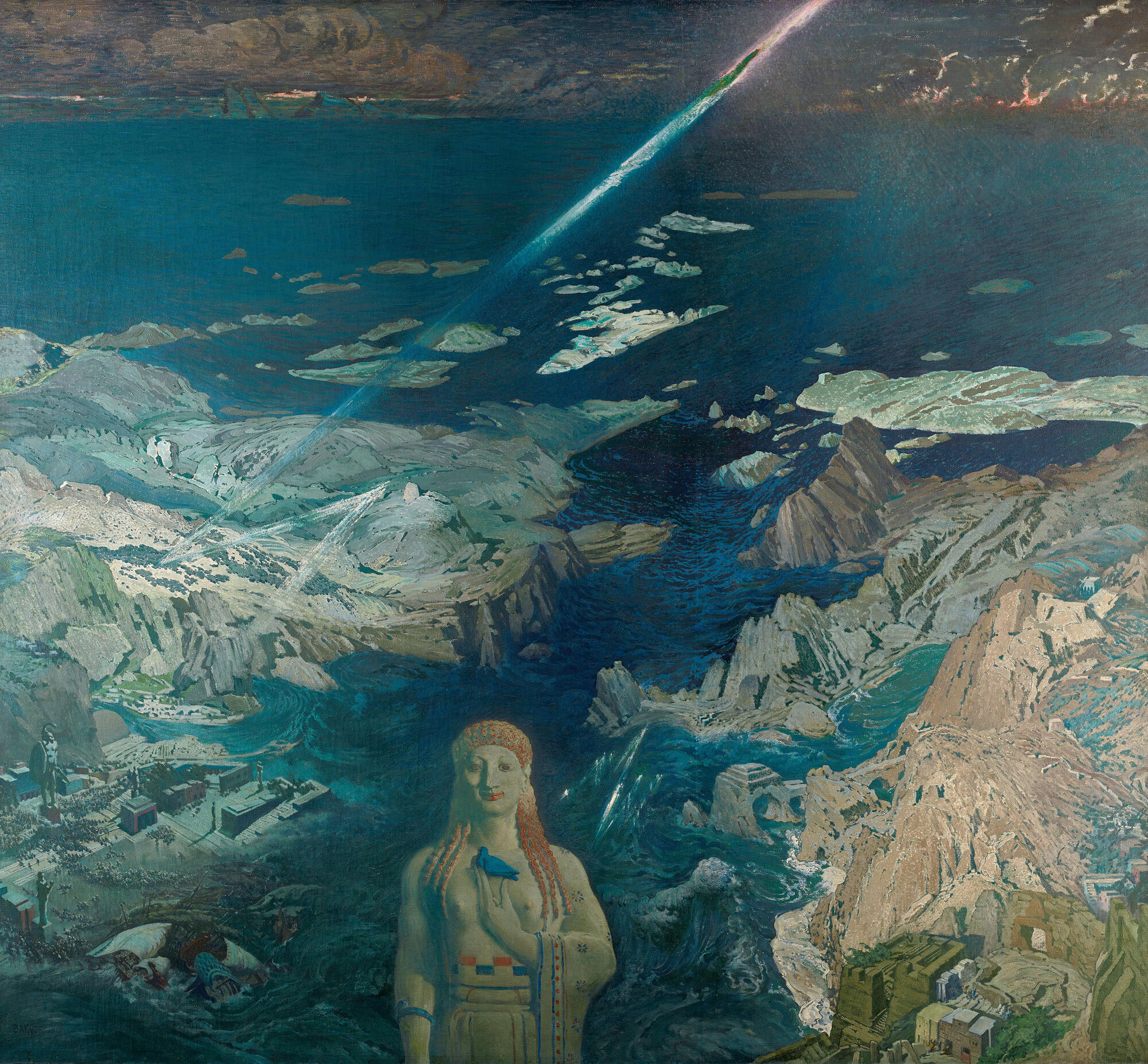
Éclair de Zeus (1908)
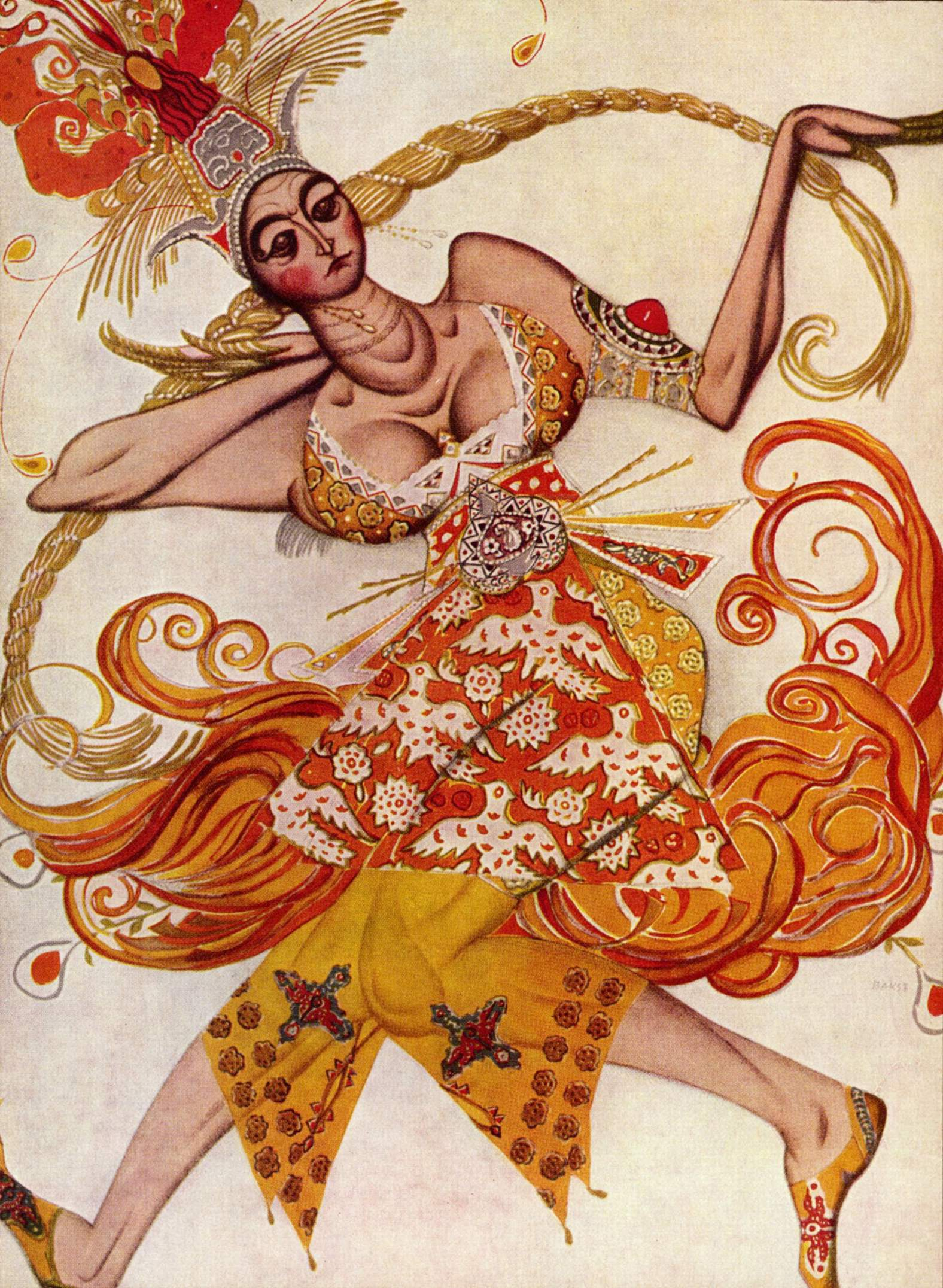
L’Oiseau de feu (Igor Stravinski (1910)
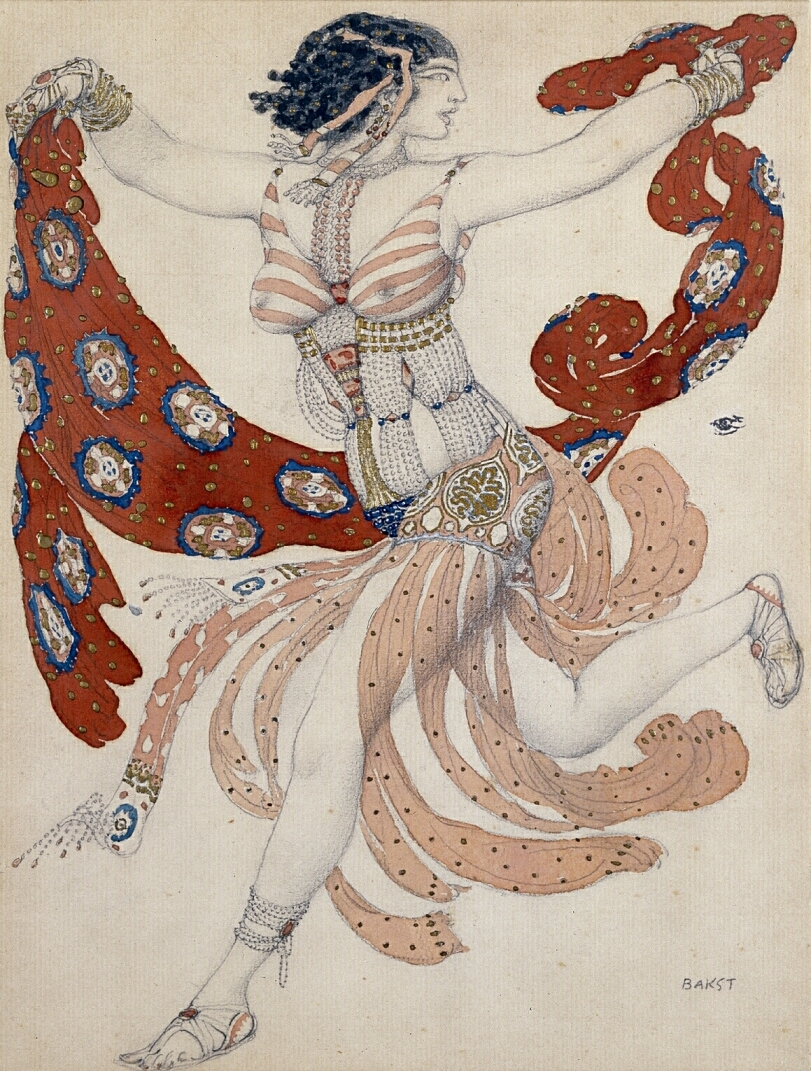
L’Oiseau de feu (Igor Stravinski (1910)
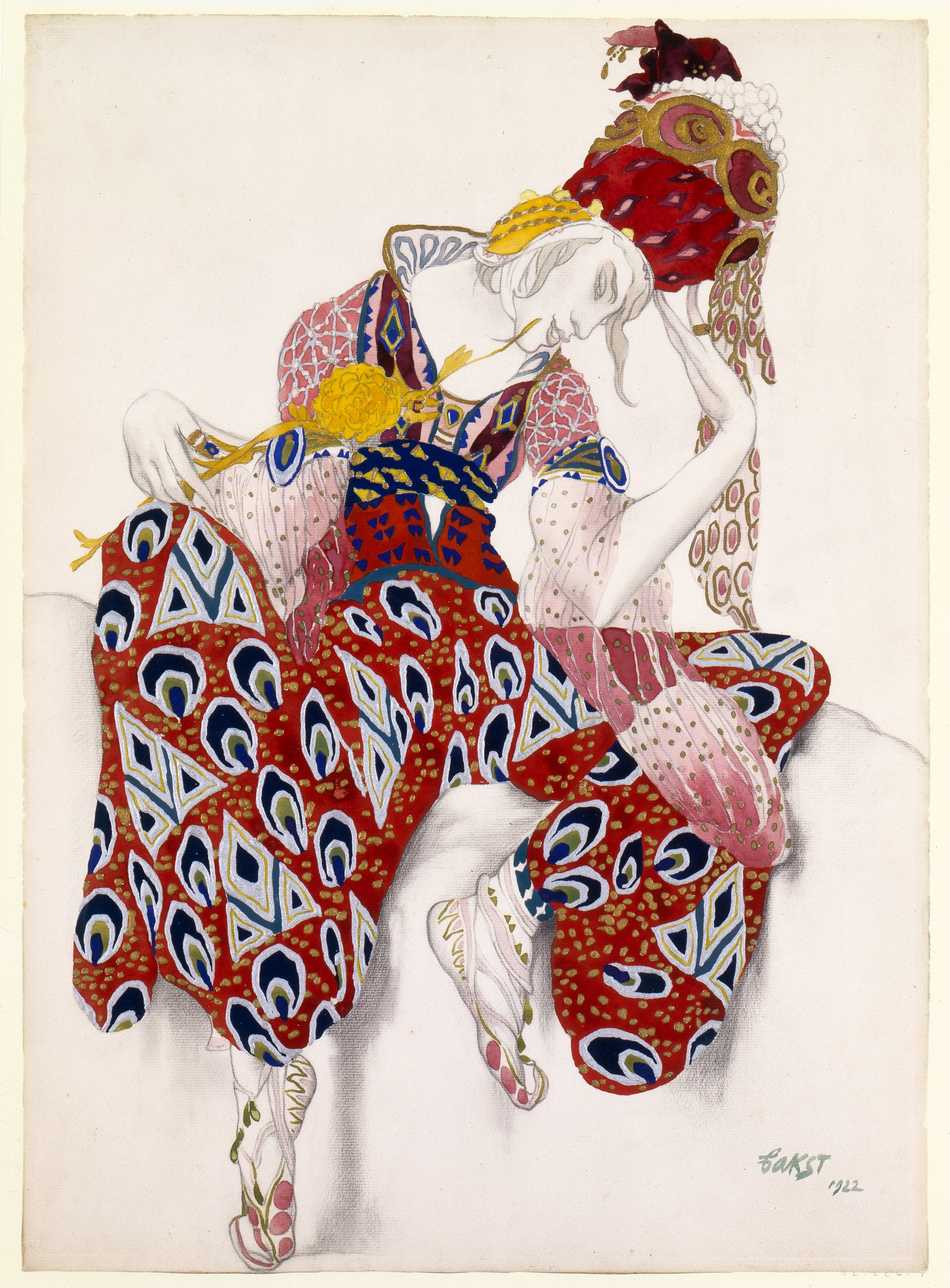
La Péri (1911)
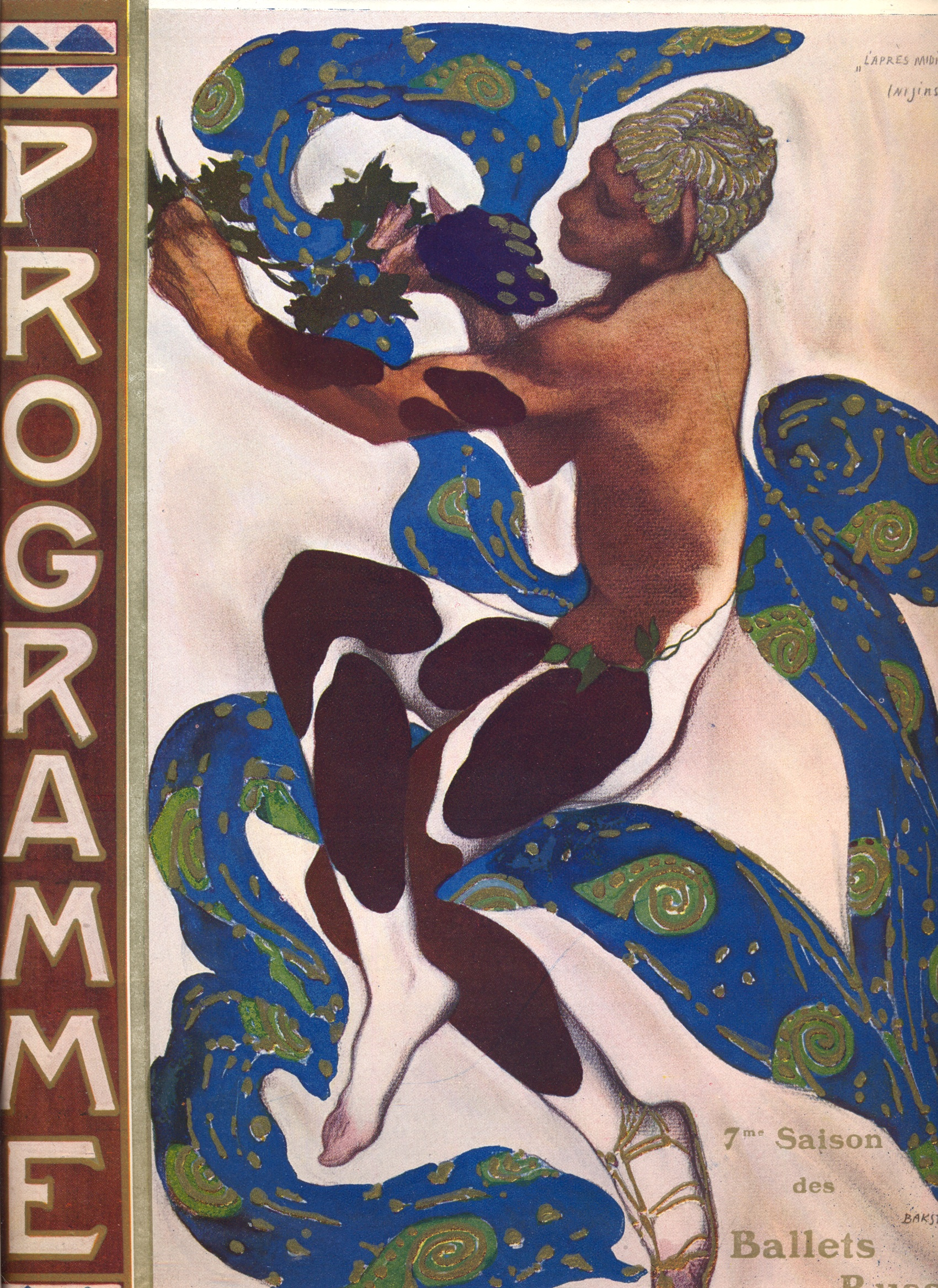
Nijinsky em L’Après-midi d’un faune (1912)
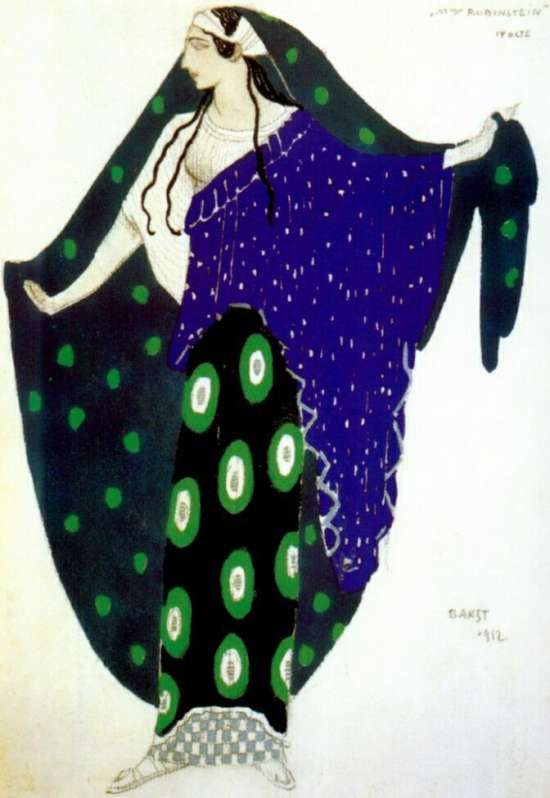
Ida Rubinstein (1912)
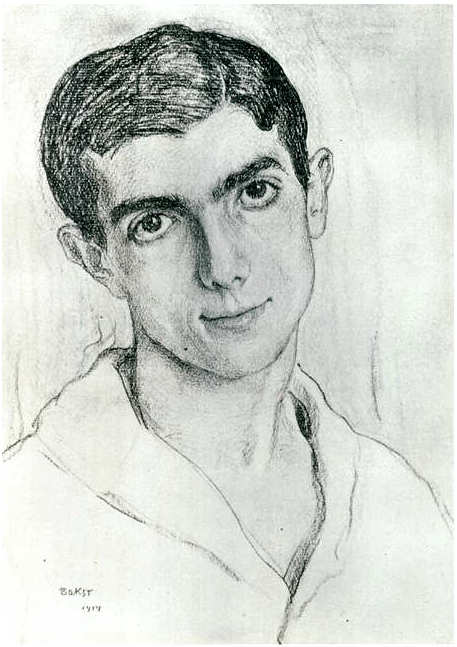
Léonide Massine (1914)